# Aleuropteryx maculata
Aleuropteryx maculata är en insektsart som beskrevs av Meinander 1963. Aleuropteryx maculata ingår i släktet Aleuropteryx och familjen vaxsländor. Inga underarter finns listade i Catalogue of Life.